# Borota (Ciad)
Borota  è un comune del Ciad situata nel dipartimento di Assoungha, provincia di Ouaddaï.